# Antonia San Juan
Antonia García San Juan (Las Palmas de Gran Canaria, 22 de mayo de 1961) es una actriz, directora de cine, monologuista, guionista y productora española que saltó a la fama en 1999 al interpretar el papel de Agrado en la película Todo sobre mi madre, de Pedro Almodóvar. En televisión ganó gran popularidad con la serie de televisión La que se avecina dando vida a Estela Reynolds.

## Biografía

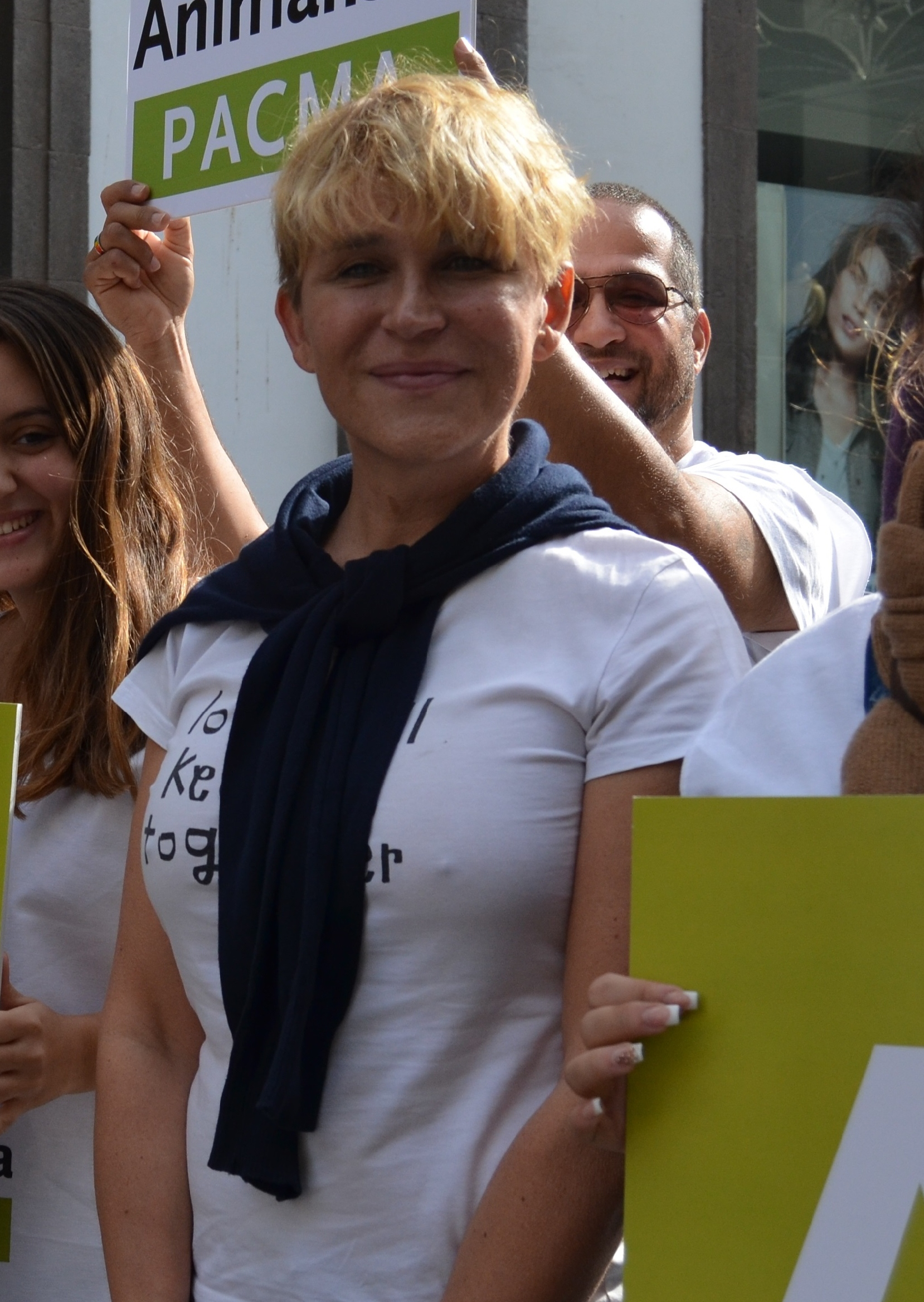
Antonia San Juan en diciembre de 2013, en Las Palmas de Gran Canaria, en una manifestación animalista de PACMA.

San Juan proviene de una familia que nada tiene que ver con el mundo artístico. Es hija de un cobrador de autobús y una auxiliar de enfermería, aunque desde muy pequeña supo que su vocación era el mundo artístico.
Se mudó a Madrid a la edad de 19 años para probar suerte como actriz, aunque trabajó en bares, pubs de alterne y otros locales donde interpretaba sus monólogos. En una entrevista, ella misma contó que estuvo a punto de morir tras una operación de apendicitis que se complicó y que fue Verónica Forqué, que era en esos momentos su vecina, quien le salvó literalmente la vida.
A los diecisiete años, en una operación de apendicitis, se dejaron una gasa dentro de su cuerpo que, al cabo de poco tiempo, le perforó el estómago y le produjo adherencias intestinales. En 2021 tuvo que ser de nuevo operada.
Con veintiún años de edad, se trasladó a Madrid a trabajar, sobre todo en obras clásicas, aunque posteriormente trabajó en bares, pubs y otros locales donde interpretaba sus monólogos.
En 1999 obtuvo el papel de Agrado (una chica transgénero) en la película Todo sobre mi madre, de Pedro Almodóvar, papel por el que ganó un gran reconocimiento, así como varios premios, entre ellos una nominación a los Premios Goya como revelación. Posteriormente desarrolló su actividad profesional como directora con varios cortometrajes y películas.
En 2006 realizó el pregón del Carnaval de Las Palmas de Gran Canaria, repitiendo en 2007 como encargada de presentar la Gala de la Reina y en 2010 como presentadora del concurso de la Gala Drag Queen. En 2009 expuso en Canarias una colección de dibujos.
En los años 2009 y 2010 se incorporó al elenco de La que se avecina durante la tercera y cuarta temporada representando a Estela Reynolds, papel por el que ganó gran popularidad. Posteriormente abandonó la serie por motivos económicos. Volvió a aparecer en la serie en el final de la sexta temporada, continuando en la séptima, y decidiendo luego abandonar la serie al creer terminado su personaje. Durante 2014 y 2015 participó como protagonista en Gym Tony, comedia de situación de Cuatro. También ha participado en el programa El club de la comedia, y llevando a escena producciones como Otras mujeres, Las que faltaban y Mi lucha (en clave de humor, sátira e ironía), con el respaldo de textos de Quim Monzó (1952-) y Terenci Moix (1942-2003). En 2011 protagonizó Lo mejor de Antonia San Juan, y en 2012 De cintura para abajo. En 2021, participó en el cortometraje Lamento, del director Rubén Sánchez.
Como productora de teatro es dueña de la productora Trece Producciones, que compartía con su exesposo, Luis Miguel Seguí. También adquirió como concesión por veinte años el Teatro Arlequín, de Madrid.
En 2024 forma parte del reparto de la serie ¿A qué estás esperando? de Atresplayer interpretando a Cristina.

## Vida privada
En 1991 conoció a Luis Miguel Seguí, con quien contrajo matrimonio en 2009. Se divorciaron en 2015.
El 24 de marzo de 2017 fue operada de urgencia tras sufrir una obstrucción intestinal como consecuencia de un vólvulo.
Antonia es atea y ha definido las religiones como un "cáncer de todas las culturas".

## Filmografía

### Cine
| Año  | Título                                    | Personaje          | Director/a                                |
| ---- | ----------------------------------------- | ------------------ | ----------------------------------------- |
| 1994 | Sangre ciega                              | Mujer en el puente | Miguel Albaladejo                         |
| 1997 | Perdona bonita, pero Lucas me quería a mí | Antonia            | Dunia Ayaso, Félix Sabroso                |
| 1998 | El grito en el cielo                      | Paca               | Dunia Ayaso, Félix Sabroso                |
| 1998 | La primera noche de mi vida               | Toñi               | Miguel Albaladejo                         |
| 1999 | Todo sobre mi madre                       | Agrado             | Pedro Almodóvar                           |
| 1999 | Manolito Gafotas                          | Madre de Yihad     | Miguel Albaladejo                         |
| 1999 | Ataque verbal                             | Pepa               | Miguel Albaladejo, Luis Miguel Albaladejo |
| 2000 | Asfalto                                   | Clarita            | Daniel Calparsoro, Juan Diego Botto       |
| 2002 | Piedras                                   | Adela              | Ramón Salazar                             |
| 2002 | Amnesia                                   | Pilar              | Gabriele Salvatores                       |
| 2002 | La balsa de piedra                        | Ministra Enríquez  | George Sluizer                            |
| 2002 | Octavia                                   | Manuela            | Basilio Martín Patino                     |
| 2006 | La caja                                   | Benigna            | J.C. Falcón                               |
| 2006 | Monógamo sucesivo                         |                    | Pablo Basulto                             |
| 2007 | ¿Infidelidad?                             | Clotilde           | Miguel Óscar Menassa                      |
| 2009 | Tú eliges                                 | Rosa               | Antonia San Juan                          |
| 2009 | A las once                                |                    | Antonia San Juan                          |
| 2012 | Del lado del verano                       | Blanca             | Antonia San Juan                          |
| 2012 | Desechos                                  | Sonia              | David Marqués                             |
| 2015 | El tiempo de los monstruos                | Cajunda            | Félix Sabroso                             |
| 2019 | El hoyo                                   | Imoguiri           | Galder Gaztelu-Urrutia                    |
| 2020 | 75 días                                   | Lucía              | Marc Romero                               |
| 2021 | Lamento                                   | Madre              | Rubén Sánchez                             |
| 2021 | El fantasma de la sauna                   | Asun               | Luis Navarrete                            |
| 2022 | Mañana es hoy                             | Elvirita           | Nacho G. Velilla                          |
| 2023 | La reina del convento                     | Sor Raimunda       | Carmen Perona                             |
| 2023 | Desmadre incluido                         | Madre de Rupert    | Miguel Martí                              |
| 2024 | El hoyo 2                                 | Imoguiri           | Galder Gaztelu-Urrutia                    |

### Televisión
| Año                  | Título                  | Personaje                           | Cadena         | Notas        |
| -------------------- | ----------------------- | ----------------------------------- | -------------- | ------------ |
| 2009-2010; 2013-2014 | La que se avecina       | Francisca Pacheco "Estela Reynolds" | Telecinco      | 40 episodios |
| 2012                 | Frágiles                | Julia                               | Telecinco      | 1 episodio   |
| 2014-2015            | Gym Tony                | Berta Palomero                      | Cuatro         | 79 episodios |
| 2019                 | Hierro                  | Samir                               | Movistar Plus+ | 3 episodios  |
| 2024                 | ¿A qué estás esperando? | Cristina                            | Atresplayer    | 8 episodios  |

### Programas de televisión
| Año                 | Título               | Personaje    | Cadena    | Notas        |
| ------------------- | -------------------- | ------------ | --------- | ------------ |
| 2009-2010 2013-2014 | La que se avecina    | Colaboradora | FDF       | 1 programa   |
| 2014                | Todo va bien         | Colaboradora | Cuatro    | 1 programa   |
| 2015-2016           | Pasapalabra          | Colaboradora | Telecinco | 3 programas  |
| 2015                | Me resbala           | Colaboradora | Antena 3  | 1 programa   |
| 2016                | Cámbiame             | Invitada     | Telecinco | 1 programa   |
| 2016                | Qué tiempo tan feliz | Invitada     | Telecinco | 1 programa   |
| 2021-2022           | La Roca              | Colaboradora | La Sexta  | 35 programas |
| 2023                | Las tres puertas     | Invitada     | La 2      | 1 programa   |
| 2023                | La Roca              | Invitada     | La Sexta  | 1 programa   |
| 2023                | Nada del otro mundo  | Invitada     | La 1      | 1 programa   |

### Cortometrajes

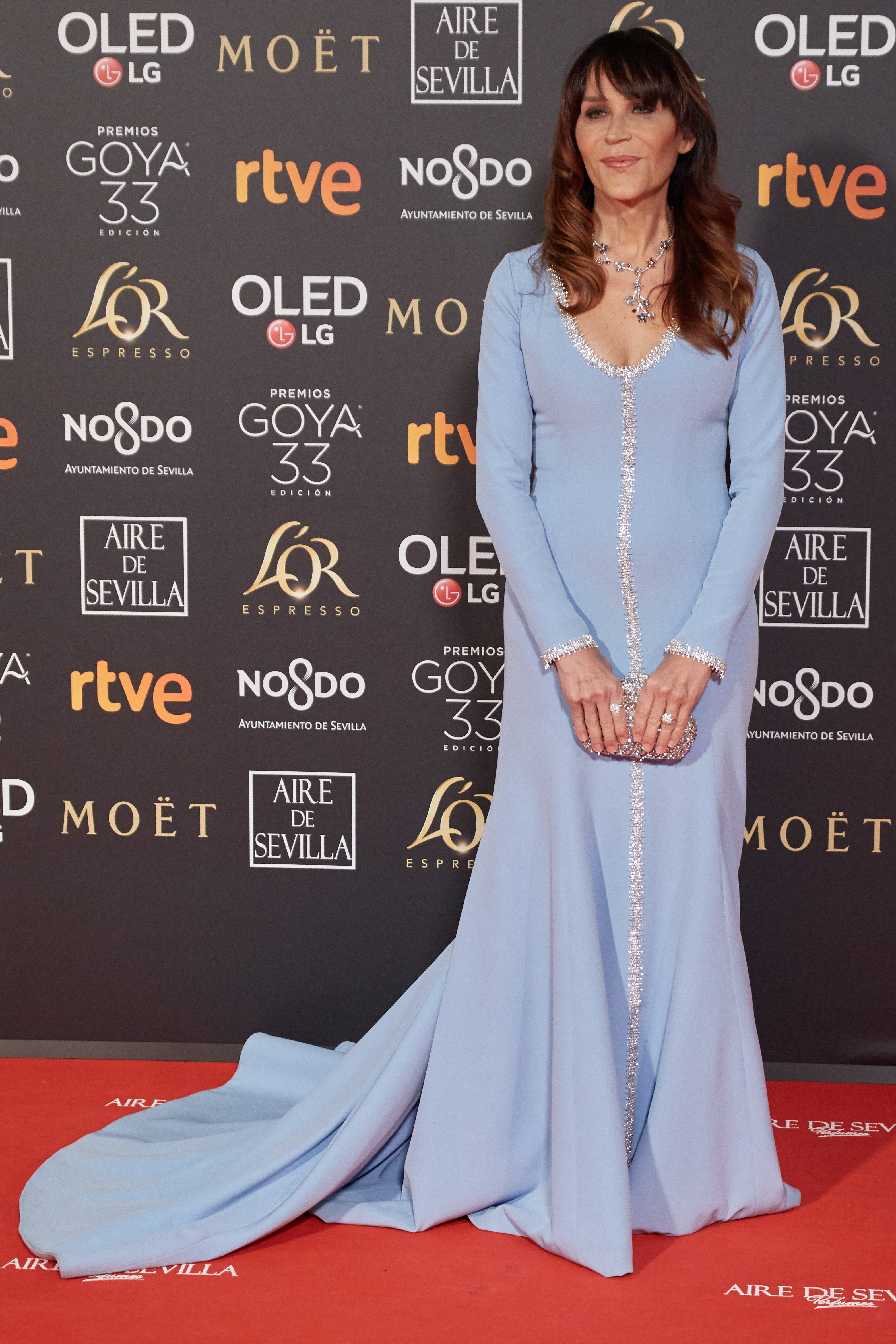
Antonia San Juan en los Premios Goya 2019.

| Año  | Título                              | Personaje           | Director/a                      |
| ---- | ----------------------------------- | ------------------- | ------------------------------- |
| 1994 | La vida siempre es corta            | Pepa (voz)          | Miguel Albaladejo               |
| 1999 | Hongos                              | Chica Casting       | Óscar Ruiz Navia                |
| 2000 | El pan de cada día                  | Vendedora           | Ane Munoz Mitxelena             |
| 2002 | V. O.                               | Michelle            | Antonia San Juan                |
| 2002 | El Hambre                           | Francisca           | Pedro Riutort                   |
| 2003 | Colours                             | Esther              | Biel, Carlos Dueñas             |
| 2003 | 238                                 | Antonia             | Andrés M. Koppel                |
| 2004 | Te llevas la palma                  |                     | Antonia San Juan                |
| 2005 | La china                            | China               | Diego Postigo, Antonia San Juan |
| 2005 | Paloma Mía                          | Manuela (Voz)       | Jorge Laplace                   |
| 2005 | La nevera                           | Carmen              | Enrique Fornes                  |
| 2005 | Un buen día                         | Antonia             | Esteban López Juderías          |
| 2005 | Un dulce despertar                  | Clara               | Vicente Seva                    |
| 2005 | La maldad de las cosas              | Fátima              | Rosa García                     |
| 2006 | La familia española                 |                     | Antonia San Juan                |
| 2015 | Llevo cartas                        | Antonia             | Félix Sabroso                   |
| 2016 | Coco                                | Coco                | Verónica Succi                  |
| 2019 | Run a way                           | La niña de la curva | Diego Postigo                   |
| 2019 | Dorothy, Ninette y un billete de 50 | Dorothy             | Sara Escudero                   |

## Premios y nominaciones
- 1999: ganadora en los Premios de la Unión de Actores como mejor interpretación secundaria por Todo sobre mi madre.
- 1999: nominada en los Premios Goya como mejor actriz revelación por Todo sobre mi madre.
- 1999: nominada en las Medallas del Círculo de Escritores Cinematográficos como mejor actriz secundaria por Todo sobre mi madre.
- 1999: nominada en los Premios Satellite como mejor actriz de reparto - Musical o Comedia por Todo sobre mi madre.
- 2001: nominada en los Premios Chlotrudis como mejor actriz de reparto por Todo sobre mi madre.
- 2002: nominada en los Premios Goya como mejor cortometraje de ficción por V.O.
- 2004: ganadora en el Festival de Cine de Alicante como mejor cortometraje por La China.
- 2005: ganadora del premio del Jurado del Festival Internacional de Cortometrajes de Palm Springs por La China.
- 2005: ganadora del premio "Ciudad de Alicante" del Festival de Cine de Alicante.
- 2006: ganadora en los premios Telón Chivas como mejor intérprete cómico por Las que faltaban.[17]
- 2006: Medalla de Oro de Canarias de las Artes Escénicas.
- 2006: título de «Hija predilecta» de la ciudad de Las Palmas de Gran Canaria otorgado por el Ayuntamiento de Las Palmas de Gran Canaria.
- 2012: ganadora en el Festival de Cine de Alicante como mejor largometraje por Del lado del verano.
- 2014: ganadora del premio Águila de Oro en el festival de cortometrajes de Aguilar de Campoo.
- 2019: nominada en los Premios Feroz como mejor actriz de reparto por la película El hoyo.
- 2019: nominada en los Premios de la Unión de Actores como mejor actriz secundaria por la película El hoyo.
- 2020: título de «Hija predilecta» de Gran Canaria otorgado por el Cabildo de Gran Canaria.[18]
- 2024: Premio Talía en la categoría de Premio especial del Gobierno de Canarias.[19]